# Барановское сельское поселение (Тверская область)
Барановское сельское поселение (карел. Boruanihan kyläkunda) — упразднённое муниципальное образование в составе Лихославльского района Тверской области России. Центр поселения — деревня Барановка.
Законом Тверской области от 17 апреля 2017 года № 24-ЗО были преобразованы, путём их объединения, муниципальные образования Барановское и Сосновицкое сельские поселения в Сосновицкое сельское поселение.

## Географические данные
- Общая площадь: 220 км².
- Нахождение: западная часть Лихославльского района.
  - Граничит:
    - на севере — со Спировским районом, Краснознаменское СП
    - на востоке — с Сосновицким СП
    - на юго-востоке — с Кавским СП и городом Лихославль
    - на юге — с Ильинским СП
    - на юго-западе — с Торжокским районом, Большепетровское СП
    - на северо-западе — со Спировским районом, Пеньковское СП
    - внутри территории поселения находится городское поселение — посёлок Калашниково.

## Экономика
Поселение пересекает Октябрьская железная дорога (участок Лихославль — Бологое).

## Население
Население по переписи 2002 года — 834 человека, 387 мужчин, 447 женщин. Национальный состав: русские и тверские карелы.

## Населённые пункты
На территории поселения находилось 19 населённых пунктов:
| №  | Тип нп | Название        | Население (2002 год) |
| -- | ------ | --------------- | -------------------- |
| 1  | дер.   | Барановка       | 364                  |
| 2  | дер.   | Бархатиха       | 48                   |
| 3  | дер.   | Белочеревица    | 0                    |
| 4  | село   | Большое Плоское | 60                   |
| 5  | дер.   | Затулки         | 35                   |
| 6  | дер.   | Крапивка        | 3                    |
| 7  | дер.   | Лисьи Горы      | 8                    |
| 8  | дер.   | Локотцы         | 4                    |
| 9  | дер.   | Марьино         | 0                    |
| 10 | дер.   | Мотошелиха      | 5                    |
| 11 | дер.   | Некрасиха       | 7                    |
| 12 | дер.   | Осипково        | 0                    |
| 13 | дер.   | Пруды           | 3                    |
| 14 | дер.   | Пурышево        | 15                   |
| 15 | дер.   | Соколово        | 52                   |
| 16 | дер.   | Степная Нива    | 6                    |
| 17 | дер.   | Тимошкино       | 24                   |
| 18 | дер.   | Трещетино       | 10                   |
| 19 | дер.   | Чашково         | 112                  |

### Бывшие населённые пункты
На территории поселения исчезли деревни Дальница, Каменка, Карпово, Козловка, Репищи, пос. Октябрьский, пос. Льнозавод и другие.

## История
Образовано в 2005 году, включило в себя территорию Барановского сельского округа.

## Известные люди
В деревне Соколово родился Герой Советского Союза Николай Фёдорович Афанасьев.